# Obama Foundation
Die Obama Foundation ist eine 2014 ins Leben gerufene gemeinnützige Organisation mit Sitz in Chicago. Sie beaufsichtigt die Gründung des Barack Obama Presidential Center, leitet die My Brother’s Keeper Alliance, ein Programm, das Barack Obama während seiner Amtszeit als Präsident begann und die Inklusion junger Männer aus ethnischen Minderheiten fördern soll, und betreibt ein Stipendienprogramm über die Harris School of Public Policy der University of Chicago. Die Stiftung führt zudem gemeinnützige Projekte und Programme in den Vereinigten Staaten und dem Rest der Welt durch.

## Geschichte
Die Stiftung hielt ihren Gründungsgipfel am 31. Oktober 2017 in Chicago ab. Laut Barack Obama will er seine Stiftung in den Mittelpunkt vieler seiner Aktivitäten nach der Präsidentschaft stellen, die seiner Ansicht nach das Potenzial haben, folgenreicher zu sein als seine Zeit im Weißen Haus. Am 25. September 2018 ergab ein Bericht des IRS, dass die Stiftung keine möglichen Großspender mehr identifiziert hat. Im Jahr 2018 beliefen sich die Spenden und Sachspenden laut dem im Juni 2019 vorgelegten Jahresbericht auf insgesamt 164,8 Millionen US-Dollar. Im Jahr davor lag die Höhe der Spenden bei über 200 Millionen US-Dollar.
Die Stiftung von Ex-Präsident Barack Obama erhält nach eigenen Angaben von Multimilliardär Jeff Bezos eine Spende in Höhe von 100 Millionen US-Dollar (89 Millionen Euro).
Das Hauptprojekt der Stiftung ist die Beaufsichtigung des Baus der geplanten Präsidentschaftsbibliothek des ehemaligen Präsidenten Obama, das Barack Obama Presidential Center. Im Mai 2015 kündigte die Stiftung zusammen mit dem Bürgermeister von Chicago, Rahm Emanuel, die Entwicklung des Zentrums und seinen Standort im Jackson Park-Viertel von Chicagos South Side an.
Im Februar 2018 gab die Stiftung bekannt, dass sie ein Stipendienprogramm an der University of Chicago begonnen hat. Die Stipendien werden an 25 amerikanische und internationale Master-Studenten der Harris School of Public Policy vergeben, um durch das Presidential Center Führungsqualitäten zu fördern. Es deckt die Studiengebühren und die Lebenshaltungskosten der Studenten ab, während sie mit der Stiftung arbeiten und Kurse besuchen.